# Poundmaker
Poundmaker, född 1842, död 1886, också känd som Pîhtokahanapiwiyin (Cree: ᐲᐦᑐᑲᐦᐊᓇᐱᐏᔨᐣ), var hövding inom den amerikanska ursprungsbefolkningen cree. Poundmaker var känd som en fredsstiftare och fick sitt namn av sin förmåga att driva in bisonoxar till hagar (pounds). 1885, under det pågående North-West Rebellion-upproret, attackerades hans band av kanadensiska soldater, och sedan upproret var över greps han och anklagades för förräderi. Poundmaker fängslades och dog en kort tid efter att han avtjänat sitt straff. 2019 frikände den kanadensiske premiärministern Justin Trudeau Poundmaker och bad creefolket om ursäkt.

## I populärkultur
I spelet Civilization 6 är Poundmaker en spelbar ledare och i soundtracket till spelet medverkar ättlingar till Poundmaker.